# Sportverein Waldhof Mannheim 07 2013-2014
Questa voce raccoglie le informazioni riguardanti lo Sportverein Waldhof Mannheim 07 nelle competizioni ufficiali della stagione 2013-2014.

## Stagione
Nella stagione 2013-2014 il Waldhof Mannheim, allenato da Kenan Koçak, concluse il campionato di Regionalliga sudovest al 5º posto.

## Organigramma societario
Area tecnica
- Allenatore: Kenan Koçak
- Allenatore in seconda:
- Preparatore dei portieri:
- Preparatori atletici:
- Analisi video:

## Calciomercato

### Sessione estiva
| Acquisti | Acquisti           | Acquisti             | Acquisti |
| R.       | Nome               | da                   | Modalità |
| -------- | ------------------ | -------------------- | -------- |
| C        | Ahmet Ayaloglu     | Homburg              |          |
| C        | Erich Sautner      | Friburgo II          |          |
| C        | Phil Weimer        | VfR Mannheim         |          |
| C        | Serdar Bakış       | Waldhof Mannheim U19 |          |
| D        | Nassim Banouas     | Wormatia Worms       |          |
| A        | Shqipon Bektashi   | Wormatia Worms       |          |
| C        | Christian Hepp     | Pfullendorf          |          |
| D        | Cem Islamoglu      | Darmstadt            |          |
| D        | Shaban Ismaili     | Sonnenhof G.         |          |
| P        | Kevin Knödler      | Wormatia Worms       |          |
| C        | Sebahattin Öztürk  | Union Heilbronn      |          |
| C        | Enis Saiti         | Kaiserslautern II    |          |
| A        | Fabian Schleusener | Bahlinger SC         |          |
| A        | Marcel Sökler      | Saarbrücken          |          |
| A        | Sebastian Szimayer | Sonnenhof G.         |          |
| C        | Deniz Yılmaz       | Homburg              |          |

| Cessioni | Cessioni         | Cessioni          | Cessioni |
| R.       | Nome             | a                 | Modalità |
| -------- | ---------------- | ----------------- | -------- |
| C        | Massih Wassey    | Wiedenbrück       |          |
| C        | Christian Hepp   | Pfullendorf       |          |
| P        | Rainer Adolf     | Wormatia Worms    |          |
| C        | Christian Brucia | Buchbach          |          |
| D        | Jure Čolak       | Wacker Burghausen |          |
| C        | Wal Fall         | Austria Lustenau  |          |
| C        | Martin Wagner    | Meppen            |          |

### Sessione invernale
| Acquisti | Acquisti          | Acquisti            | Acquisti |
| R.       | Nome              | da                  | Modalità |
| -------- | ----------------- | ------------------- | -------- |
| D        | Nikola Mladenovic | Darmstadt           |          |
| C        | Marc Gallego      | Elversberg          |          |
| C        | Yusuf Kasal       | Denizlispor         |          |
| A        | Talha Yazgan      | Waldhof Mannheim II |          |

| Cessioni | Cessioni           | Cessioni            | Cessioni |
| R.       | Nome               | a                   | Modalità |
| -------- | ------------------ | ------------------- | -------- |
| C        | Ahmet Ayaloglu     | Baunatal            |          |
| A        | Ahmed Dzafic       | Vikt. Aschaffenburg |          |
| D        | Muhammed Sahin     | Vikt. Aschaffenburg |          |
| C        | Erich Sautner      | Neustrelitz         |          |
| A        | Fabian Schleusener | Bahlinger SC        |          |
| C        | Dennis Franzin     | Magonza II          |          |

## Risultati

### Regionalliga

#### Girone di andata
| Arbitro: | Weickenmeier |

|                                                       |           |                 |
| Franzin 30’ Dautaj 54’ (rig.) Geiger 63’ Bektashi 90’ | Marcatori | 33’, 69’ Treske |

| Arbitro: | Vonderschmidt |

|                         |           |                   |
| Senesie 77’ Fischer 89’ | Marcatori | 55’ (rig.) Dautaj |

| Arbitro: | Meisberger |

|  |           |                                                         |
|  | Marcatori | 42’ Slišković 50’ Lewerenz 58’ (rig.) Daghfous 73’ Bohl |

| Arbitro: | Schlager |

|                |           |                            |
| Fahrenholz 60’ | Marcatori | 66’ Schleusener 84’ Geiger |

| Arbitro: | Schmidt |

|           |           |  |
| Zerić 72’ | Marcatori |  |

| Arbitro: | Schütz |

|                         |           |  |
| Ramaj 71’ Gerlinger 81’ | Marcatori |  |

| Arbitro: | Kühlmeyer |

|                  |           |  |
| Bozic 37’ (aut.) | Marcatori |  |

| Arbitro: | Drees |

|            |           |             |
| Müller 38’ | Marcatori | 88’ Franzin |

| Arbitro: | Kessel |

|                         |           |                 |
| Banouas 77’ Franzin 85’ | Marcatori | 20’, 24’ Burgio |

| Arbitro: | Günsch |

|                               |           |  |
| Quotschalla 51’ Comvalius 62’ | Marcatori |  |

| Arbitro: | Schlager |

|             |           |           |
| Ismaili 54’ | Marcatori | 90’ Dorow |

| Arbitro: | Meisberger |

|                                  |           |  |
| Volina 46’ Arnold 63’ Weller 78’ | Marcatori |  |

| Arbitro: | Blos |

|                       |           |                        |
| Sökler 68’ Dautaj 71’ | Marcatori | 39’ Sözen 49’ Ferfelīs |

| Arbitro: | Vonderschmidt |

|  |           |                                 |
|  | Marcatori | 55’ Dautaj 68’ Zerić 81’ Sökler |

| Arbitro: | Wiatrek |

|                                        |           |  |
| Sökler 27’ Geiger 68’ Kochendörfer 77’ | Marcatori |  |

| Arbitro: | Wingenbach |

|           |           |                        |
| Pforr 53’ | Marcatori | 8’ Szimayer 63’ Geiger |

| Arbitro: | Zorn |

|            |           |                  |
| Dautaj 67’ | Marcatori | 36’, 82’ Kadrija |

#### Girone di ritorno
| Arbitro: | Klein |

|          |           |                                   |
| Saiti 3’ | Marcatori | 42’ Jüllich 65’ Rühle 89’ Senesie |

| Arbitro: | Schütz |

|                       |           |                  |
| Treske 20’ Gebert 64’ | Marcatori | 9’, 15’ Szimayer |

| Magonza 21 febbraio 2014, ore 19:00 CET 20ª giornata | Magonza II | 0 – 0 referto | Waldhof Mannheim | Coface Arena (1 079 spett.)\| Arbitro: \| Jöllenbeck \| |
| Arbitro:                                             | Jöllenbeck |               |                  |                                                         |

| Arbitro: | Beck |

|            |           |  |
| Sökler 38’ | Marcatori |  |

| Arbitro: | Kampka |

|  |           |             |
|  | Marcatori | 81’ Gallego |

| Arbitro: | Kühlmeyer |

|                  |           |  |
| Bektashi 6’, 29’ | Marcatori |  |

| Arbitro: | Schütz |

|  |           |             |
|  | Marcatori | 73’ Gallego |

| Arbitro: | Dingert |

|                                     |           |  |
| Bektashi 61’ Gallego 73’ Becker 87’ | Marcatori |  |

| Arbitro: | Wiatrek |

|               |           |  |
| Bindnagel 47’ | Marcatori |  |

| Arbitro: | Vonderschmidt |

|           |           |                    |
| Sökler 8’ | Marcatori | 38’ (rig.) Abelski |

| Arbitro: | Petersen |

|                    |           |            |
| Reiß 31’ Pokar 50’ | Marcatori | 75’ Dautaj |

| Arbitro: | Falcicchio |

|                                                   |           |          |
| Banouas 11’ Dautaj 51’ Sökler 58’, 62’ Öztürk 74’ | Marcatori | 70’ Erne |

| Coblenza 27 aprile 2014, ore 14:00 CEST 30ª giornata | Coblenza | 0 – 0 referto | Waldhof Mannheim | Stadion Oberwerth (1 464 spett.)\| Arbitro: \| Kampka \| |
| Arbitro:                                             | Kampka   |               |                  |                                                          |

| Arbitro: | Jöllenbeck |

|  |           |                       |
|  | Marcatori | 34’ Jabiri 90’ Zinram |

| Arbitro: | Gasteier |

|                             |           |                   |
| Karaman 14’, 26’ Hirsch 90’ | Marcatori | 25’ (rig.) Dautaj |

| Arbitro: | Schütz |

|                            |           |  |
| Geiger 49’, 72’ Dautaj 57’ | Marcatori |  |

| Arbitro: | Günsch |

|  |           |                      |
|  | Marcatori | 15’ Amiri 20’ Sökler |

## Statistiche

### Statistiche di squadra
| Competizione          | Punti | In casa | In casa | In casa | In casa | In casa | In casa | In trasferta | In trasferta | In trasferta | In trasferta | In trasferta | In trasferta | Totale | Totale | Totale | Totale | Totale | Totale | DR |
| Competizione          | Punti | G       | V       | N       | P       | Gf      | Gs      | G            | V            | N            | P            | Gf           | Gs           | G      | V      | N      | P      | Gf     | Gs     | DR |
| --------------------- | ----- | ------- | ------- | ------- | ------- | ------- | ------- | ------------ | ------------ | ------------ | ------------ | ------------ | ------------ | ------ | ------ | ------ | ------ | ------ | ------ | -- |
| Regionalliga sudovest | 53    | 17      | 9       | 4       | 4       | 31      | 20      | 17           | 6            | 4            | 7            | 17           | 20           | 34     | 15     | 8      | 11     | 48     | 40     | +8 |
| Totale                | 53    | 17      | 9       | 4       | 4       | 31      | 20      | 17           | 6            | 4            | 7            | 17           | 20           | 34     | 15     | 8      | 11     | 48     | 40     | +8 |

### Andamento in campionato
| Giornata  | 1 | 2 | 3  | 4 | 5 | 6 | 7 | 8 | 9 | 10 | 11 | 12 | 13 | 14 | 15 | 16 | 17 | 18 | 19 | 20 | 21 | 22 | 23 | 24 | 25 | 26 | 27 | 28 | 29 | 30 | 31 | 32 | 33 | 34 |
| --------- | - | - | -- | - | - | - | - | - | - | -- | -- | -- | -- | -- | -- | -- | -- | -- | -- | -- | -- | -- | -- | -- | -- | -- | -- | -- | -- | -- | -- | -- | -- | -- |
| Luogo     | C | T | C  | T | C | T | C | T | C | T  | C  | T  | C  | T  | C  | T  | C  | C  | T  | T  | C  | T  | C  | T  | C  | T  | C  | T  | C  | T  | C  | T  | C  | T  |
| Risultato | V | P | P  | V | V | P | V | N | N | P  | N  | P  | N  | V  | V  | V  | P  | P  | N  | N  | V  | V  | V  | V  | V  | P  | N  | P  | V  | N  | P  | P  | V  | V  |
| Posizione | 2 | 8 | 13 | 9 | 6 | 9 | 8 | 8 | 9 | 12 | 11 | 13 | 13 | 10 | 9  | 9  | 9  | 10 | 11 | 11 | 10 | 8  | 7  | 7  | 4  | 7  | 7  | 7  | 6  | 7  | 7  | 7  | 7  | 5  |

Legenda:

Luogo: C = Casa; T = Trasferta. Risultato: V = Vittoria; N = Pareggio; P = Sconfitta.

### Statistiche dei giocatori
| N. Amiri        | 5  | 1 | 0 | 0 |
| M. Avdić        | 8  | 0 | 1 | 0 |
| S. Bakış        | 8  | 0 | 0 | 0 |
| N. Banouas      | 30 | 2 | 6 | 0 |
| C. Becker       | 8  | 1 | 1 | 0 |
| S. Bektashi     | 20 | 4 | 3 | 4 |
| D. Broll        | 4  | 0 | 0 | 0 |
| K. Broll        | 0  | 0 | 0 | 0 |
| V. Dautaj       | 22 | 9 | 1 | 1 |
| E. Durmus       | 2  | 0 | 0 | 0 |
| D. Franzin      | 18 | 3 | 7 | 0 |
| M. Gallego      | 14 | 3 | 2 | 0 |
| D. Geiger       | 29 | 6 | 4 | 0 |
| L. Graciotti    | 0  | 0 | 0 | 0 |
| Y. Haag         | 1  | 0 | 0 | 0 |
| P. Huckle       | 26 | 0 | 3 | 0 |
| C. Islamoglu    | 20 | 0 | 2 | 0 |
| S. Ismaili      | 24 | 1 | 3 | 0 |
| Y. Kasal        | 11 | 0 | 2 | 0 |
| K. Knödler      | 30 | 0 | 0 | 0 |
| S. Kochendörfer | 5  | 1 | 1 | 0 |
| D. Lauretta     | 10 | 0 | 2 | 0 |
| N. Mladenovic   | 8  | 0 | 0 | 0 |
| N. Müller       | 24 | 0 | 4 | 0 |
| E. Saiti        | 16 | 1 | 1 | 0 |
| E. Sautner      | 12 | 0 | 3 | 0 |
| F. Schleusener  | 10 | 1 | 1 | 0 |
| P. Stiller      | 0  | 0 | 0 | 0 |
| S. Szimayer     | 18 | 3 | 4 | 1 |
| M. Sökler       | 21 | 8 | 0 | 0 |
| P. Weimer       | 21 | 0 | 1 | 0 |
| T. Yazgan       | 3  | 0 | 0 | 0 |
| D. Yılmaz       | 1  | 0 | 0 | 0 |
| A. Zerić        | 30 | 2 | 4 | 0 |
| S. Öztürk       | 15 | 1 | 1 | 0 |